# Hohes Labkraut
Das Hohe Labkraut (Galium elongatum), auch als Hohes Sumpf-Labkraut bezeichnet, ist eine Pflanzenart in der Familie der Rötegewächse (Rubiaceae). Es kommt in Mitteleuropa zerstreut vor.

## Beschreibung
Das Hohe Labkraut ist eine ausdauernde, krautige Pflanze. Es unterscheidet sich vom Sumpf-Labkraut im Wesentlichen durch die längeren Laubblätter, den deutlich weißkantigen Stängel und den höheren Wuchs.
Das Hohe Labkraut erreicht Wuchshöhen von bis über 100 cm. Der Stängel ist glatt und oft fast geflügelt weißkantig.
Die Laubblätter sitzen von bis zu sechs Stück in einem Quirl am Stängel, wobei die mittleren Längen von etwa 15 bis 20 mm erreichen.
Das Hohe Labkraut blüht vorwiegend in den Monaten Juni bis August. Der Blütenstand hat eine breit pyramidale Form. Die vierzipfelige Blütenkrone ist weiß und besitzt einen Durchmesser von bis zu 4,5 mm.
Die 1,7 bis 2,5 mm langen Früchte sind kahl.
Die Chromosomenzahl beträgt 2n = 96.

## Vorkommen
Das Verbreitungsgebiet des Hohen Labkrauts umfasst Europa und reicht vom Mittelmeerraum bis zum nordwestlichen Iran.
In Deutschland kommt das Hohe Labkraut sehr zerstreut bis selten vor. Es fehlt unter anderem in Norden über große Strecken. In Österreich ist diese Art ebenfalls recht selten und gebietsweise, so in den Alpen, als gefährdet eingestuft. In der Schweiz kommt Galium elongatum fast nur im Norden des Gebiets vor. Dort ist es ebenfalls nicht häufig.
Das Hohe Labkraut wächst in Sümpfen und an Ufern von Gewässern. Es bevorzugt nasse, nährstoffreiche und oft torfige Ton- und Sumpfhumusböden. Es gedeiht in Mitteleuropa in Gesellschaften des Verbands Alnion und Magnocaricion.

## Systematik
Ein Synonym für Galium elongatum C.Presl ist  Galium palustre subsp. elongatum (C.Presl) Lange. Es besteht eine enge Verwandtschaft mit dem Sumpf-Labkraut (Galium palustre).